# Mygalopsis marki
Mygalopsis marki är en insektsart som beskrevs av Bailey, W.J. 1980. Mygalopsis marki ingår i släktet Mygalopsis och familjen vårtbitare. Inga underarter finns listade i Catalogue of Life.